# Oleszyce
Oleszyce là một thị trấn thuộc huyện Lubaczowski, tỉnh Podkarpackie ở đông-nam Ba Lan. Thị trấn có diện tích 5 km². Đến ngày 1 tháng 1 năm 2011, dân số của thị trấn là 3036 người và mật độ 598 người/km².